# Верёвкин, Александр Николаевич (генерал)
Александр Николаевич Верёвкин (1818—1854) — генерал-майор из орловского рода Верёвкиных, отличившийся во время Кавказской войны.

## Биография
Четвёртый сын генерал-лейтенанта Николая Никитича Верёвкина. Из многочисленных его братьев наилучшую карьеру сделал Владимир — генерал от инфантерии и комендант Петропавловской крепости.
Образование Александр Верёвкин получил в Артиллерийском училище, откуда в 1833 году выпущен прапорщиком в артиллерию. С 1834 года служил в 8-й артиллерийской бригаде, а с 1835 года в 7-й. Вслед за тем он поступил в Николаевскую академию Генерального штаба.
В 1838 году Верёвкин завершил в академии прохождение курса наук и выпущен обратно в артиллерию. В 1840 году был зачислен в Генеральный штаб и назначен в войска Отдельного Кавказского корпуса. В том же году он отличился при взятии аула Гимры и был произведён в штабс-капитаны. В 1842 году Верёвкин отличился при штурме Гергебиля, за что был награждён орденом св. Владимира 4-й степени с бантом.
За отличие в Даргинском походе 1845 года он получил чин подполковника. В кампании 1846 года он состоял при князе Воронцове и командовал войсками на Кумыкской плоскости. За взятие аула Салты в 1847 году произведён в полковники. В кампании 1848 года в Чечне он вновь отличился и 6 октября 1849 года был удостоен золотой шпаги с надписью «За храбрость». С 23 июля 1850 года Верёвкин командовал Тенгинским пехотным полком и вновь сражался в Чечне с горцами, причём 11 февраля 1852 году за отличие был произведён в генерал-майоры.
С открытием в 1853 году военных действий против Турции Верёвкин 27 сентября был назначен состоять при князе Бебутове, однако в следующем году тяжело заболел и скоропостижно скончался.
Среди прочих наград Верёвкин имел орден Св. Георгия 4-й степени, пожалованный ему 26 ноября 1851 года за беспорочную выслугу 25 лет в офицерских чинах (№ 8614 по кавалерскому списку Григоровича — Степанова).